# アルクラッド

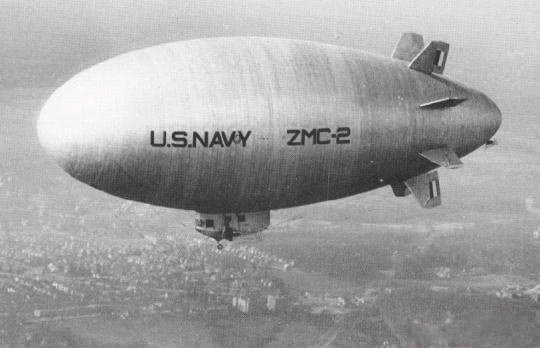
アルクラッドを初めて使用した航空機、ZMC-2飛行船

アルクラッドは、高純度アルミニウムの表面層を高強度アルミニウム合金芯材に冶金学的に結合（圧延）して形成された耐食性アルミニウム板である。融点は摂氏約500度（華氏932度）である。アルクラッドの名称はアルコアの商標であるが、一般的にも使用される用語である。
1920年代後半から、アルクラッドは航空用材料として製造され、 ZMC-2飛行船の建造で初めて使用された。アルクラッドは、ほとんどのアルミニウムベースの合金と比べて耐食性が非常に優れながら、比重はほぼ変わらないため、胴体、構造部材、外板、カウルなど、航空機のさまざまな部位を構築するのに適している。したがって、航空機製造においては比較的ポピュラーなものとなった。

## 詳細
1927年8月のアメリカ航空諮問委員会（NACA）技術報告書において、アルクラッドは「現行の強力な合金よりも著しく優れた新しい耐食性アルミニウム製品である。アルクラッドの使用は、構造部品の寿命を大幅に延ばすことを可能にした。アルクラッドは、熱処理されたアルミニウム・銅・マンガン・マグネシウムの合金であり、純金属の表面は耐食性を持ち、表層下の強合金は強度を備えている。特に重要なのは、合金と純アルミニウムの完全な結合という特性である。予備調査として行った塩水噴霧試験（24週間暴露）の結果は、アルクラッド17STの引張強度と伸びの変化が発生した場合でも、実験誤差の範囲内に十分収まるほど小さいことを示している」と解説されている。航空機製造関連用途としては、アルミニウム板と比較した場合、アルクラッドは重量が増加するものの、耐食性が向上することが証明されている。
純アルミニウムは大部分のアルミニウム合金よりも耐食性が比較的高いため、これらの合金の外面に純アルミニウムを薄くコーティングすると、両方の材料の優れた品質が利用されることがすぐに認識された。したがって、ほとんどのアルミニウム合金に対するアルクラッドの重要な利点は、その高い耐食性にある。ただし、航空機の外板を洗浄するときなど、アルクラッドで覆われた外面で作業するときは、表面に傷を付けてその下にある脆弱な合金を露出させて劣化を早めることがないよう、かなりの注意を要する。
比較的光沢のある自然な仕上がりとなり、特に外装部品の修復で使用すると見栄えを良くするとされることが多い。溶接などの一部の製造技術は、アルクラッドと組み合わせて使用する場合には適さないことが確認されている。アルクラッドの表面の洗浄と研磨には、細かい研磨剤を使われたpH値が中性のクリーナーが推奨される。腐食をさらに減らすために、防水ワックスその他の防錆被膜を施すのが一般的である。21世紀に入り、新しい塗料や塗布技術の研究・評価が行われている。

## 歴史
アルクラッド板は、その高い耐疲労性や強度などの優れた品質により、航空機の製造に航空業界で広く使用されている材料となっている。20世紀の前半には、航空用のさまざまな軽量アルミニウム合金の腐食品質について多くの研究がなされた。アルクラッドから建造された最初の航空機は、1927年にグロッセ・アイル海軍航空基地で建造された全金属製の米海軍飛行船ZMC-2であった。これ以前にも、アルミニウムはフェルディナント・フォン・ツェッペリンによって建設された先駆的なツェッペリン飛行船に使用されていた。
アルクラッドは、胴体・構造部材・外板・カウルなどの部位でに最も一般的に使用されてきた素材である。アルクラッドの原料であるアルミニウム合金は、すべてのアルミニウムベースの合金の中で最も一般的に使用されているものの1つとなっている。アンクラッドアルミニウムは、アルクラッドよりも軽量な現代の航空機にも広く使用され続けているものの、腐食しやすい傾向がある。これら2つの材料は、多くの場合、コンポーネントなどに応じて使い分けられている。航空級のアルクラッドでは、全体の厚さに占める外側のクラッド層の割合は通常1％から15％の範囲となっている。